# Five Nights at Freddy's 2 (film)
Ne doit pas être confondu avec Five Nights at Freddy's 2.
Série Five Nights at Freddy's
Five Nights at Freddy's
(2023)
Pour plus de détails, voir Fiche technique et Distribution.
Five Nights at Freddy's 2 ou Cinq nuits de plus chez Freddy au Québec est un film d'horreur et d'action américain réalisé par Emma Tammi et dont la sortie est prévue pour le 3 décembre 2025 en France. 
Cette suite du premier opus, tirée de la franchise vidéoludique éponyme créée par Scott Cawthon, s’appuie sur un scénario élaboré conjointement par Emma Tammi et le créateur de la série. Le film se concentre principalement sur les événements et l'histoire du second jeu.

## Synopsis
Alors que Mike Schmidt tente de reconstruire une vie paisible avec sa petite sœur Abby, loin des horreurs vécues à Freddy Fazbear’s Pizza Place, une nouvelle menace émerge de l’ombre. Les animatroniques d’origine sont peut-être hors d'état, détruits dans les décombres de la pizzeria, mais ailleurs, dans un lieu encore plus sinistre, une autre génération de machines meurtrières rôde toujours, sous le contrôle d’un mystérieux nouveau personnage. Tandis que Mike s'efforce de tourner la page, un visage du passé – que tous croyaient mort – refait surface...

## Fiche technique
Sauf indication contraire, les informations mentionnées dans cette section peuvent être confirmées par les bases de données cinématographiques IMDb et Allociné,  présentes dans la section « Liens externes ».
- Titre original et français : Five Nights at Freddy's 2
- Titre québécois : Cinq nuits de plus chez Freddy
- Réalisation : Emma Tammi
- Scénario : Emma Tammi, Seth Cuddeback et Scott Cawthon, d'après la série de jeux vidéo Five Nights at Freddy's
- Musique : N/A
- Costumes : Whitney Anne Adams
- Photographie : Lyn Moncrief
- Effets spéciaux : Robert H. Bennett
- Montage : N/A
- Production : Scott Cawthon, Jason Blum
  - Producteur délégué : Christopher H. Warner
- Sociétés de production : Blumhouse Productions et Scott Cawthon Productions
- Distribution : Universal Pictures
- Budget : N/A
- Pays de production :  États-Unis
- Langue originale : anglais
- Format : couleur
- Genre : horreur, action
- Dates de sortie[1] :
  - États-Unis : 5 décembre 2025
  - France : 3 décembre 2025
- Classification : interdit aux moins de 12 ans

## Distribution
- Josh Hutcherson : Mike Schmidt[2]
- Elizabeth Lail : Vanessa Shelly[2]
- Piper Rubio : Abby Schmidt[2]
- Matthew Lillard : William Afton
- Skeet Ulrich : Henry Emily
- Teo Briones  :  Alex
- Audrey Lynn-Marie :  Charlotte Emily
- Miriam Spumpkin : Vanessa enfant

En outre, Wayne Knight, Mckenna Grace et Freddy Carter ont été choisis pour des rôles non divulgués[réf. nécessaire].

## Production

### Genèse et développement
Sorti en 2023, le premier opus est un succès surprise avec 291 millions de dollars de recettes mondiales pour un budget de seulement 20 millions de dollars.
Une suite est rapidement confirmée. Jason Blum et Emma Tammi annoncent en 2024 que Five Nights at Freddy’s 2 sortira le 5 décembre 2025 aux États-Unis et le 3 décembre 2025 en France, avec toujours Josh Hutcherson, Elizabeth Lail et Matthew Lillard reprenant leurs rôles respectifs.

### Tournage
Le tournage devait initialement débuter en octobre 2024, tandis que la fabrication des nouveaux animatroniques, éléments centraux de la saga, est déjà en cours,,. Lors de la New York Comic Con en octobre 2024, Matthew Lillard annonce que le tournage du film est prévu dans une dizaine de jours,,. Le tournage du film débute finalement en novembre 2024 et se termine en février 2025.